# Anton Rovers
Anton Rudolf Rovers (Haarlem, 5 januari 1921 – Amsterdam, 7 april 2003) was een Nederlands kunstschilder van portretten, stillevens, landschappen en stadsgezichten in een expressionistische stijl.

## Biografie
Rovers werd geboren in Haarlem, waar zijn vader en grootvader "vrije schilders" waren geweest. Zijn vader Jos Rovers had zich toegelegd op lithografie. Hij studeerde aan de Rijksacademie voor Beeldende Kunsten in Amsterdam, onder Johannes Hendricus Jurres, Matthijs Röling en Heinrich Campendonk. Met name voor Campendonk had hij zeer veel waardering, en hij is door hem sterk gevormd en beïnvloed. Een van zijn eigen leerlingen was Jeanne Wesselius.
In 1948 had Rovers samen met enkele andere kunstenaars zijn eerste tentoonstelling in het Internationaal Cultureel Centrum in het Vondelpark. In 1948-49 kregen hij en Elga Eymer (geboren Elsje Alide Broeckman, 1908) elk een opdracht voor een wandschildering, resp. Kinderen in landschap en Kindertuin, in de Van Diemenschool op Javaplantsoen 19 in Amsterdam, die tegenwoordig nog aanwezig zijn.

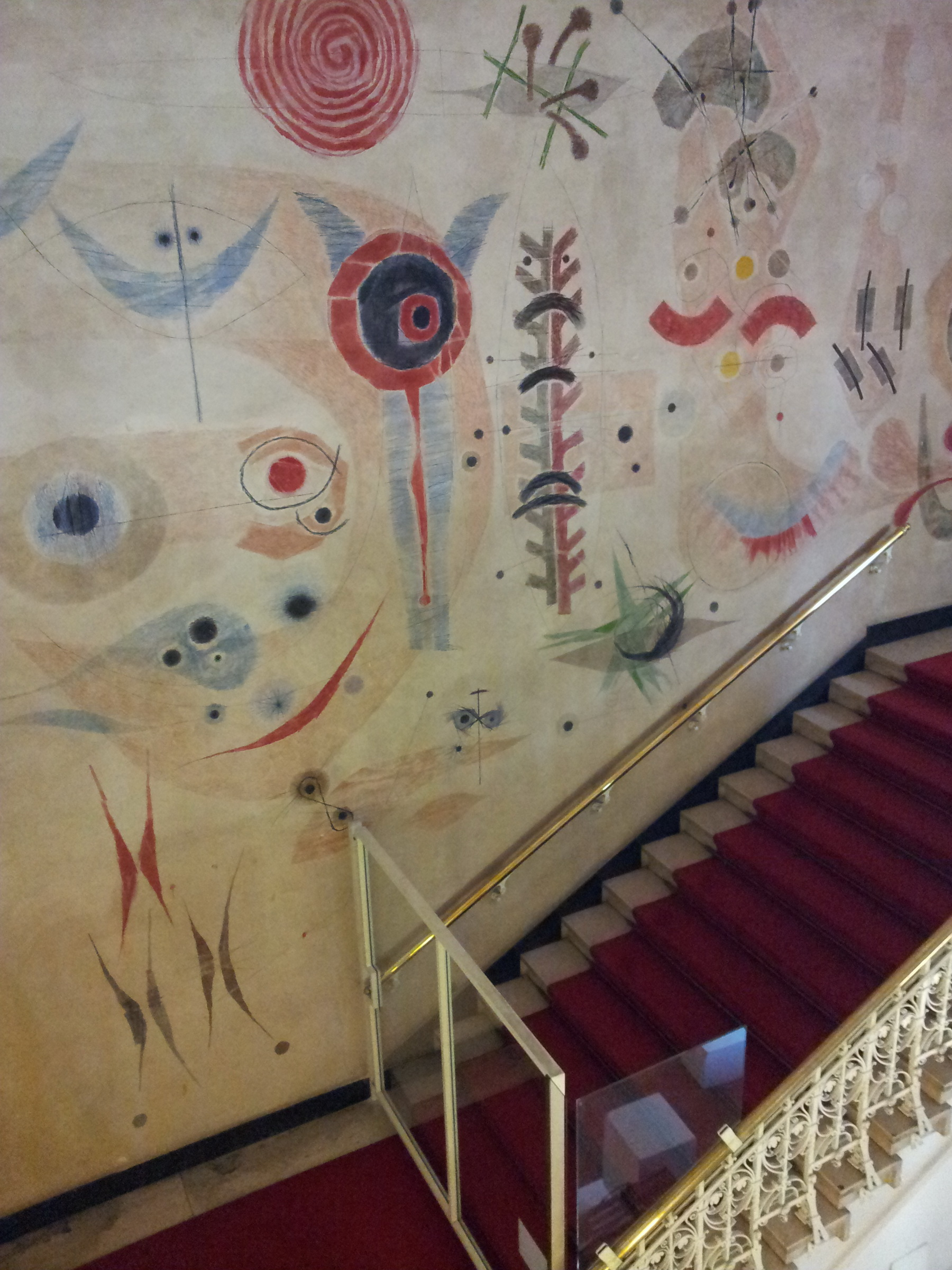
Abstracte wandschildering in de Stadsschouwburg Amsterdam (1953)

In 1951 kreeg Rovers een opdracht voor een wandreliëf in het hoofdkantoor van de PTT in Leidschendam. In 1953 kreeg hij de opdracht voor muurschilderingen in het trappenhuis van de Stadsschouwburg Amsterdam, samen met de schilders Jan Peeters (1912-1992), Lex Horn (1916-1968) en Jan Groenestein (1919-1971). in 1956 vervaardigde hij een wandsculptuur in graffito met ingelegde keramiek in het nieuwe gebouw voor tandheelkunde in Groningen.
In 1958 kwam hij op de Prinsengracht te wonen waar hij tot zijn dood in 2003 heeft gewoond en gewerkt. Zijn werk wordt sindsdien beheerd door de Stichting Anton Rovers.

## Werk
Rovers maakte werk als schilder, schrijver, dichter en filosoof. Aanvankelijk maakte hij wandschilderingen op hout en ijzer. Halverwege de jaren 1960 besloot hij ook op doek en papier te schilderen. Deze werken waren makkelijker te exposeren. Graag deed hij dat overigens niet.
Anton Rovers schilderde "portretten van mensen die hem intrigeerden door hun verschijning of door hun verhaal. Maar ook stillevens, landschappen en stadsgezichten. Nooit legde hij exact vast wat hij zag. Steeds weer probeerde hij zijn onderwerpen te doorgronden en de verborgen dramatiek en schoonheid ervan te verbeelden"
"Ik laat in mijn schilderijen mijn tederheid zien. Die is zichtbaar voor wie het zien kan," zei Rovers zelf. Volgens Corien van Eyck van Heslinga (2005) weerspiegelen z'n schilderijen "het gevoel dat hij had bij het zien van zijn onderwerpen. Zijn composities zijn overwegend abstract, de kleuren vormen de boventoon. De verf veegde hij in snelle bewegingen over het papier en het doek. Landschappen vertellen zijn verhaal en ervaringen van de ruimte, de kleurenpracht en de lichtval. Zijn portretten en stillevens daarentegen verhullen een zekere mate van dramatiek".
Vertegenwoordigd in de volgende bedrijfscollecties:
- AMC Brummelkamp Galerie en AMC-vitrines, Amsterdam
- Kunstcollectie KPN, Den Haag
- TNT Post Kunstcollectie, Den Haag